# 소니 뉴스

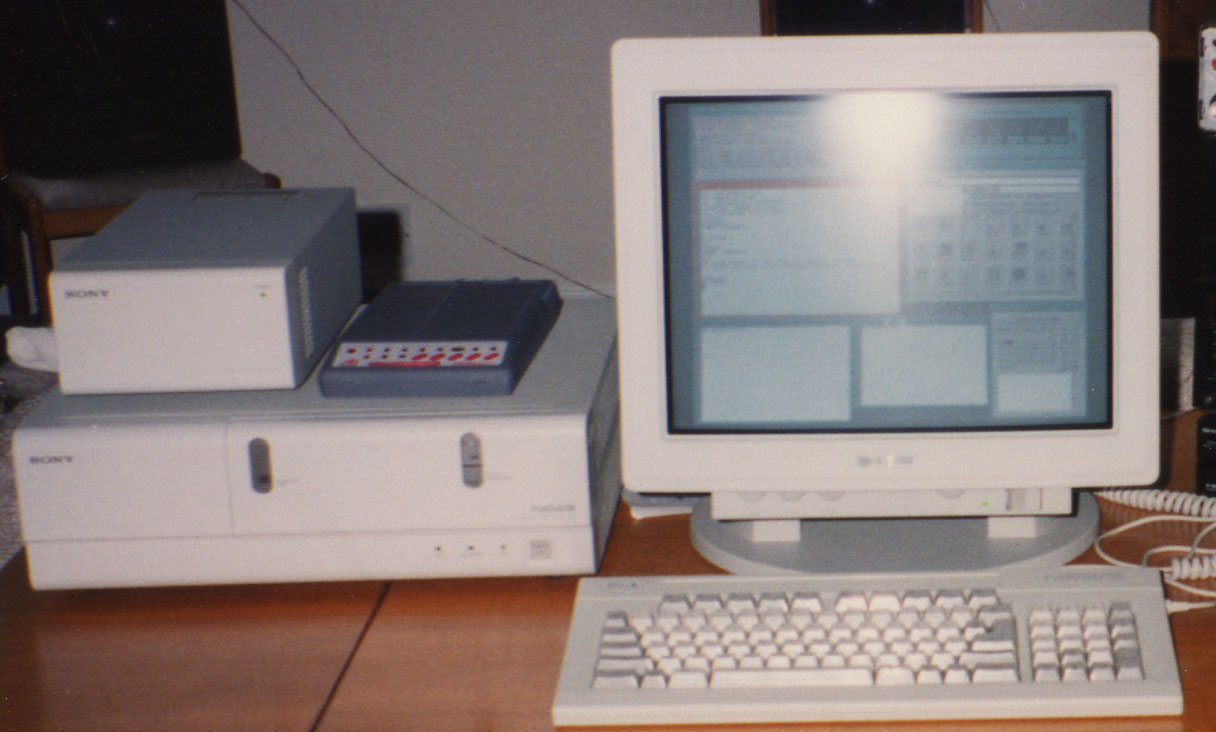
소니 뉴스 워크스테이션

소니 뉴스(영어: sony Network Engineering Workstation)는 소니가 1987년부터 1996년까지 발매한 공학용 워크스테이션이다. 1987년 자체 NEWS-OS를 탑재한 NWS-800 모델이 최초로 발매되었다.

## 같이 보기
- VAIO